# Bernard Flood Burke
Bernard Flood Burke, ameriški astronom, * 7. junij 1928, † 5. avgust 2018.
Burke je najbolj znan po odkritju radijskega sevanja z Jupitra.
Po njem se imenuje asteroid 18236 Bernardburke.